# Nnimmo Bassey
Nnimmo Bassey sinh ngày 11 tháng 6 năm 1958 là kiến trúc sư, nhà hoạt động môi trường, nhà văn và nhà thơ người Nigeria, từng làm chủ tịch Hội Những người bạn Trái Đất (Friends of the Earth) từ năm 2008 tới năm 2012 và giám đốc điều hành Tổ chức "Environmental Rights Action" (Hành động quyền Môi trường) trong 2 thập kỷ
Ông là Giám đốc Quỹ "Health of Mother Earth" (Sức khỏe của Đất Mẹ), một "think tank" kiêm tổ chức bảo vệ Môi trường .
Bassey cũng là một trong những Anh hùng Môi trường (Heroes of the Environment) năm 2009 của Tạp chí Time. Năm 2010, Nnimmo Bassey được trao Giải thưởng Right Livelihood, và năm 2012 ông đoạt Giải tưởng niệm Thorolf Rafto.

## Cuộc đời

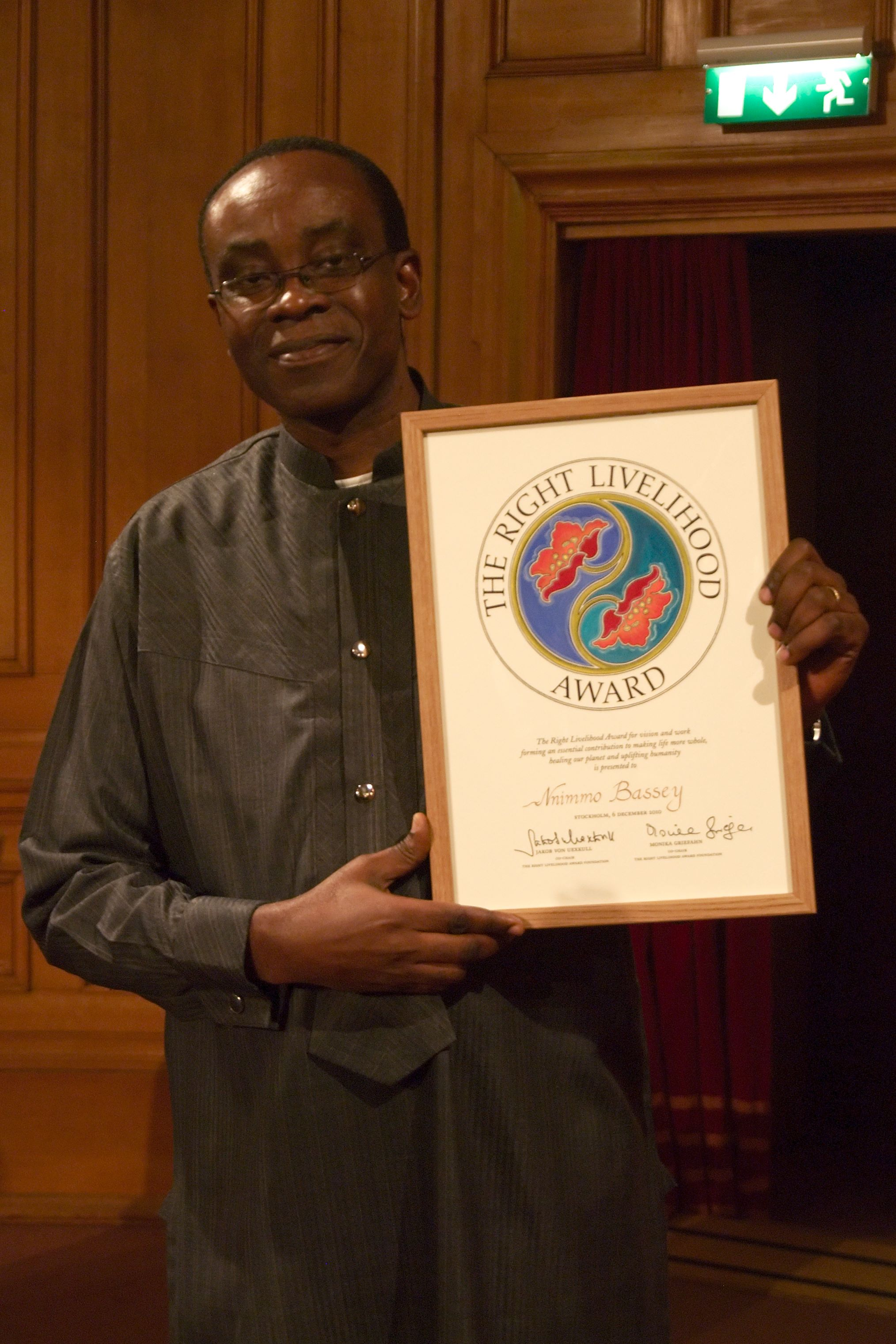
Nnimmo Bassey nhận Giải thưởng Right Livelihood (2010)

Bassey sinh ngày 11.6.1958. Ông học ngành kiến trúc và làm kiến trúc sư ở khu vực công trong 10 năm. Là một nhà hoạt động nhân quyền, ông đã từng là thành viên trong Ban giám đốc của "Tổ chức quyền tự do dân sự" của Nigeria trong thập niên 1980. Năm 1993, ông là người đồng sáng lập tổ chức "Environmental Rights Action" (Hành động quyền Môi trường), một tổ chức phi chính phủ của Nigeria, nhằm giáo dục và bảo vệ các vấn đề nhân quyền và môi trường ở Nigeria. Từ năm 1996, Bassey lãnh đạo tổ chức "Oilwatch" (Theo dõi việc khai thác dầu) của châu Phi, và từ năm 2006, cũng lãnh đạo mạng bán cầu nam của Oilwatch quốc tế, nhằm giáo dục và huy động các cộng đồng ở Nigeria, Tchad, Cameroon, Cộng hòa Congo, Ghana, Uganda, Nam Mỹ và Đông Nam Á để "chống lại những hoạt động khai thác dầu khí phá hoại". Tại Hội nghị Liên Hợp Quốc về Biến đổi Khí hậu 2009 ở Copenhagen, Bassey - mặc dù đã được ủy nhiệm - nhưng "bị ngăn cản không cho vào dự" một cuộc họp.

## Giải thưởng và Vinh dự
- Anh hùng Môi trường (Heroes of the Environment) năm 2009 của Tạp chí Time[7].
- Giải thưởng Right Livelihood (2010)[8]
- Giải tưởng niệm Thorolf Rafto (2012)[9].

## Tác phẩm xuất bản
Kiến trúc
- 1993: Beyond simple lines: The architecture of Gabriel Y. Aduku and ARCHCON, ISBN 978-9782081407
- 1994: The management of construction, ISBN 978-9782081414

Môi trường
- 1997: Oilwatching in South America [or, Guana Guara - Mudfish Out of Water] a Pollution Tour of Venezuela, Curaçao, Peru & Ecuador, ISBN 978-9782081933
- 2010: To Cook a Continent: Destructive Extraction and the Climate Crisis in Africa, ISBN 978-1-906387-53-2

Nhân quyền
- Trade and human rights in the Niger Delta

Thơ
- 1992: Patriots and cockroaches: Poems, ISBN 978-9782081179
- 1995: Poems on the run, ISBN 978-9782081506
- 1998: Intercepted: Poems, ISBN 978-9782081872
- 2002: We thought it was oil-- but it was blood: poems, ISBN 978-9780390747